# Fetish
"Fetish" é uma canção da cantora estadunidense Selena Gomez. Conta com a participação do rapper compatriota Gucci Mane, e foi composta por ambos em conjunto com Chloe Angelides, Brett McLaughlin, Gino Bareltta, Jonas Jeberg, Alex Schwartz e Joe Khajadourian, sendo produzida pelos três últimos — com Schwartz e Khajadourian sendo profissionalmente creditados como The Futuristics. O seu lançamento como single ocorreu em 13 de julho de 2017, através da Interscope Records. O vídeo musical, dirigido pela fotógrafa canadense Petra Collins, foi lançado em 26 de julho.

## Faixas e formatos
| Download digital |                           |         |  |
| N.º              | Título                    | Duração |  |
| 1.               | "Fetish" (com Gucci Mane) | 3:06    |  |

## Desempenho nas tabelas musicais

### Posições
| Tabela musical (2017)                                  | Melhor posição |
| ------------------------------------------------------ | -------------- |
| Alemanha (Media Control Charts)                        | 36             |
| Austrália (ARIA Charts)                                | 23             |
| Bélgica (Ultratip de Flandres)                         | 2              |
| Bélgica (Ultratip da Valônia)                          | 5              |
| Canadá (Canadian Hot 100)                              | 10             |
| Escócia (The Official Charts Company)                  | 36             |
| Eslováquia (IFPI Slovenská Republika)                  | 5              |
| Espanha (Productores de Música de España)              | 12             |
| Estados Unidos (Billboard Hot 100)                     | 27             |
| Estados Unidos (Pop Songs)                             | 19             |
| Finlândia (IFPI Finlândia)                             | 5              |
| França (Syndicat National de l'Édition Phonographique) | 31             |
| Grécia (Greece Digital Songs)                          | 5              |
| Hungria (Magyar Hanglemezkiadók Szövetsége)            | 19             |
| Irlanda (Irish Recorded Music Association)             | 29             |
| Itália (Federazione Industria Musicale Italiana)       | 53             |
| Noruega (VG-lista)                                     | 29             |
| Nova Zelândia (NZ Top 40 Singles)                      | 16             |
| Países Baixos (MegaCharts)                             | 49             |
| Portugal (Associação Fonográfica Portuguesa)           | 12             |
| Reino Unido (UK Singles Chart)                         | 33             |
| Chéquia (IFPI Česká Republika)                         | 10             |
| Suécia (Sverigetopplistan)                             | 24             |
| Suíça (Schweizer Hitparade)                            | 28             |

## Histórico de lançamento
| País           | Data                | Formato           | Gravadora  |
| -------------- | ------------------- | ----------------- | ---------- |
| Mundo          | 13 de julho de 2017 | Download digital  | Interscope |
| Estados Unidos | 25 de julho de 2017 | Rádios mainstream | Interscope |
| Estados Unidos | 8 de agosto de 2017 | Rádios rhythmic   | Interscope |